# Círculo vicioso

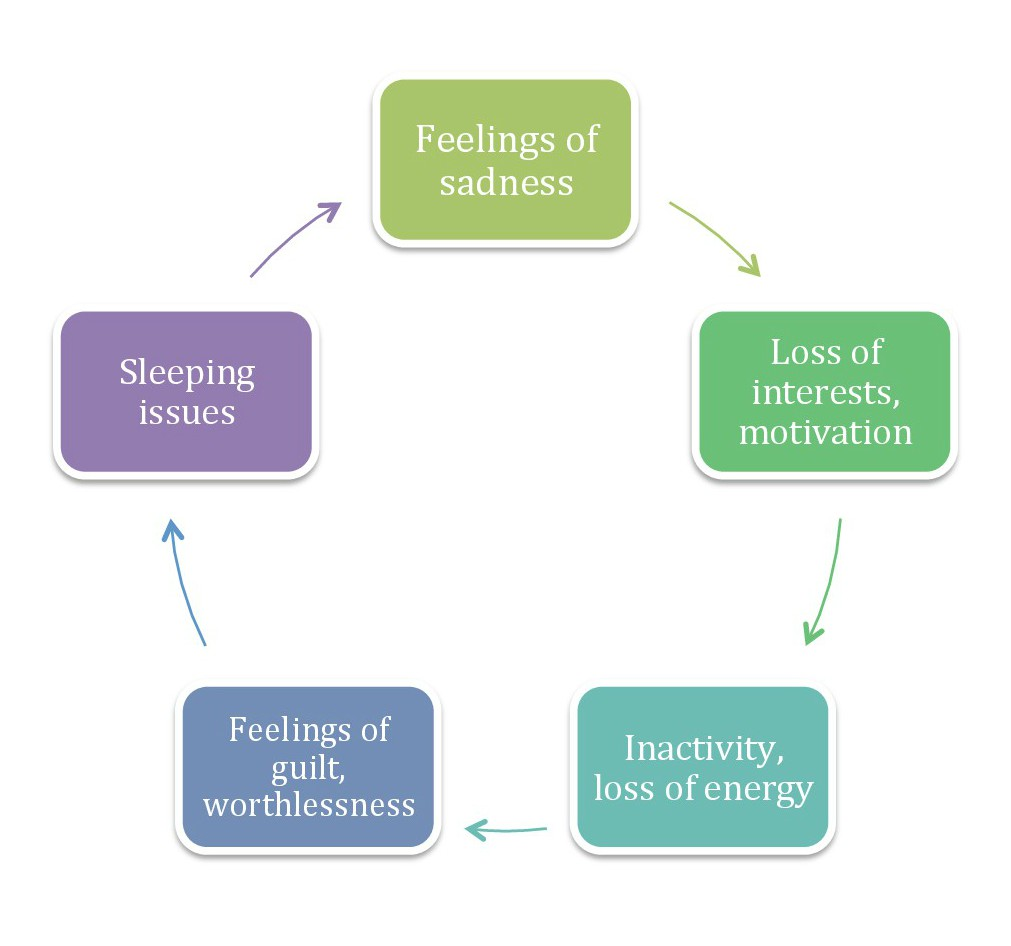
Depressão expressa como um círculo vicioso

Um círculo vicioso (ou ciclo) é uma cadeia complexa de eventos que se reforça através de um loop de feedback, com resultados prejudiciais. É um sistema sem tendência ao equilíbrio (social, econômico, ecológico, etc.), pelo menos no curto prazo. Cada iteração do ciclo reforça a anterior, num exemplo de feedback positivo. Um círculo vicioso continuará na direção de seu momento até que um fator externo intervenha para quebrar o ciclo.
Um exemplo bem conhecido de círculo vicioso na economia é a hiperinflação.
Um círculo virtuoso é um sistema equivalente com um resultado favorável.

## Exemplos

### Círculos viciosos na crise das hipotecassubprime

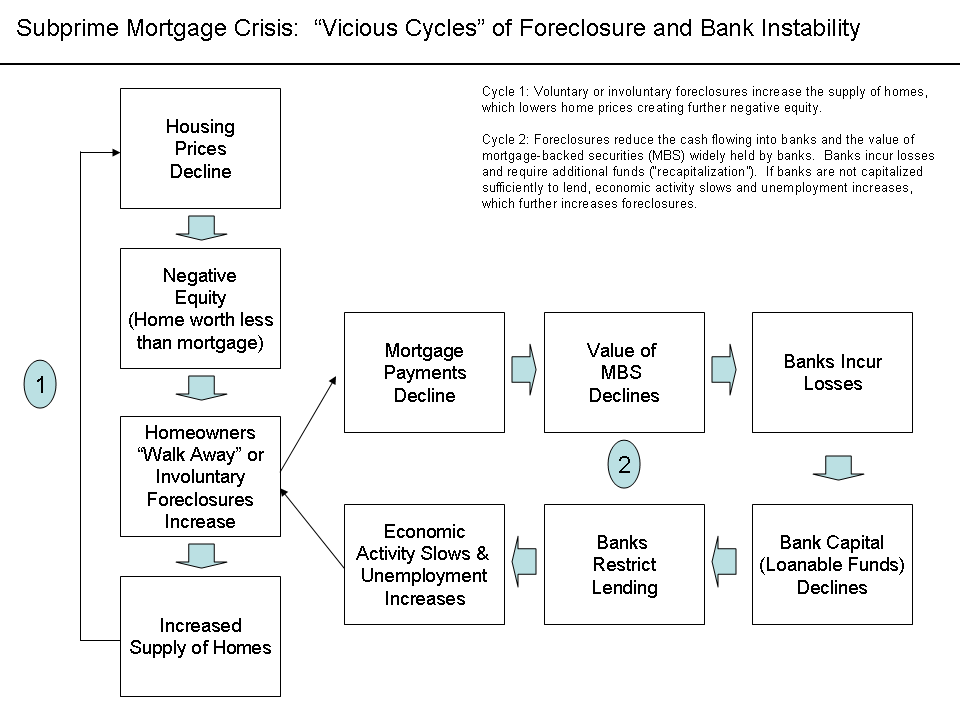
Ciclos viciosos na crise das hipotecas subprime

A contemporânea crise das hipotecas subprime é um grupo complexo de círculos viciosos, tanto em sua gênese quanto em seus múltiplos resultados, principalmente a recessão do final dos anos 2000. Um exemplo específico é o círculo relacionado à habitação. À medida que os preços das casas caem, mais proprietários ficam "submersos", quando o valor de mercado de uma casa cai abaixo do valor da hipoteca. Isso fornece um incentivo para sair de casa, aumentando a inadimplência e execuções hipotecárias. Isso, por sua vez, reduz ainda mais os valores das moradias devido ao excesso de oferta, reforçando o ciclo.
As execuções reduzem o fluxo de caixa para os bancos e o valor dos títulos lastreados em hipotecas amplamente detidos pelos bancos. Os bancos incorrem em perdas e requerem fundos adicionais, também chamados de “recapitalização”. Se os bancos não estiverem capitalizados o suficiente para emprestar, a atividade econômica desacelera e o desemprego aumenta, o que aumenta ainda mais o número de execuções hipotecárias.
O economista Nouriel Roubini descreveu os círculos viciosos dentro e fora do mercado imobiliário e dos mercados financeiros durante entrevistas com Charlie Rose em setembro e outubro de 2008.

### Projetando círculos virtuosos ecológicos
Ao envolver todas as partes interessadas na gestão de áreas ecológicas, um círculo virtuoso pode ser criado onde a melhoria da ecologia incentiva as ações que mantêm e melhoram a área.

### Outros
Outros exemplos incluem o ciclo da pobreza, a meação e a intensificação da seca. Os surtos recorrentes da pandemia de COVID-19 são um círculo vicioso em escala global.